# Hold Your Colour
Pour les articles homonymes, voir HYC.
Albums de Pendulum
In Silico (Album)
(2008)
Hold Your Colour (HYC) est le premier album de Pendulum, groupe de drum and bass/jungle australien, sorti en 2005. Il reçut un accueil très favorable en Angleterre et en Australie, pays d'origine du trio, où il se plaça comme un des albums du genre les plus vendus, avec "New Forms" de Roni Size. Pendulum collabore pour cet album avec de nombreux MC's, tels que $pyda, Tenor Fly, ou encore Fats, mais aussi avec d'autres personnalités telles que Dj Fresh, TC et Jasmin Yee.

## Morceaux
| Édition 2005 | Édition 2005         | Édition 2005                | Édition 2005 | Édition 2005 | Édition 2005 | Édition 2005 | Édition 2005 | Édition 2005 | Édition 2005 |
| No           | Titre                | Featuring                   | Durée        |              |              |              |              |              |              |
| ------------ | -------------------- | --------------------------- | ------------ | ------------ | ------------ | ------------ | ------------ | ------------ | ------------ |
| 1.           | Prelude              |                             | 0:52         |              |              |              |              |              |              |
| 2.           | Slam                 |                             | 5:45         |              |              |              |              |              |              |
| 3.           | Plasticworld         | Fats & TC                   | 6:21         |              |              |              |              |              |              |
| 4.           | Fasten Your Seatbelt | Freestylers                 | 6:38         |              |              |              |              |              |              |
| 5.           | Through The Loop     |                             | 6:13         |              |              |              |              |              |              |
| 6.           | Sounds Of Life       | Jasmine Yee                 | 5:21         |              |              |              |              |              |              |
| 7.           | Girl In The Fire     |                             | 4:53         |              |              |              |              |              |              |
| 8.           | Tarantula            | Dj Fresh, $pyda & Tenor Fly | 5:31         |              |              |              |              |              |              |
| 9.           | Out Here             |                             | 6:07         |              |              |              |              |              |              |
| 10.          | Hold Your Colour     |                             | 5:28         |              |              |              |              |              |              |
| 11.          | The Terminal         |                             | 5:42         |              |              |              |              |              |              |
| 12.          | Streamline           |                             | 5:23         |              |              |              |              |              |              |
| 13.          | Another Planet       |                             | 7:38         |              |              |              |              |              |              |
| 14.          | Still Grey           |                             | 7:51         |              |              |              |              |              |              |
| 79:49        |                      |                             |              |              |              |              |              |              |              |

| Réédition 2007 | Réédition 2007       | Réédition 2007              | Réédition 2007 | Réédition 2007 | Réédition 2007 | Réédition 2007 | Réédition 2007 | Réédition 2007 | Réédition 2007 |
| No             | Titre                | Featuring                   | Durée          |                |                |                |                |                |                |
| -------------- | -------------------- | --------------------------- | -------------- | -------------- | -------------- | -------------- | -------------- | -------------- | -------------- |
| 1.             | Prelude              |                             | 0:52           |                |                |                |                |                |                |
| 2.             | Slam                 |                             | 5:45           |                |                |                |                |                |                |
| 3.             | Plasticworld         | Fats & TC                   | 6:21           |                |                |                |                |                |                |
| 4.             | Fasten Your Seatbelt | Freestylers                 | 6:38           |                |                |                |                |                |                |
| 5.             | Through The Loop     |                             | 6:13           |                |                |                |                |                |                |
| 6.             | Sounds Of Life       | Jasmine Yee                 | 5:21           |                |                |                |                |                |                |
| 7.             | Girl In The Fire     |                             | 4:53           |                |                |                |                |                |                |
| 8.             | Tarantula            | Dj Fresh, $pyda & Tenor Fly | 5:31           |                |                |                |                |                |                |
| 9.             | Out Here             |                             | 6:07           |                |                |                |                |                |                |
| 10.            | Hold Your Colour     |                             | 5:28           |                |                |                |                |                |                |
| 11.            | The Terminal         |                             | 5:42           |                |                |                |                |                |                |
| 12.            | Streamline           |                             | 5:23           |                |                |                |                |                |                |
| 13.            | Blood Sugar          |                             | 5:17           |                |                |                |                |                |                |
| 14.            | Axle Grinder         |                             | 4:09           |                |                |                |                |                |                |
| 74:10          |                      |                             |                |                |                |                |                |                |                |